# Iwan Aleksiejew
Iwan Aleksiejew (ros. Иван Иванович Алексеев, ur. 1895 we wsi Sławitino w guberni nowogrodzkiej, zm. 25 lutego 1939 w Moskwie) – radziecki działacz partyjny i państwowy, I sekretarz Komitetu Obwodowego WKP(b) w Nowosybirsku (1937–1938).
Uczył się w szkole w Petersburgu, później był kurierem i mechanikiem w fabryce. W lutym 1916 aresztowany za udział w strajku i skierowany do batalionu karnego. W sierpniu 1916 wrócił do Piotrogrodu, gdzie uczył się zawodu rusznikarza, potem pracował w tym zawodzie. Od maja 1917 członek SDPRR(b), przewodniczący komitetu warsztatowego w fabryce. 1917–1918 członek Czerwonej Gwardii w Piotrogrodzie, od czerwca do grudnia 1918 zastępca komendanta, później szef zespołu gospodarczego rejonowego komisariatu wojskowego w Piotrogrodzie. Od grudnia 1918 do maja 1919 członek Trójki ds. szkolenia komunistów Komitetu Rejonowego RKP(b) w Peterhofie. Od maja 1919 do września 1926 służył w Armii Czerwonej (uczestnik wojny domowej w Rosji), później był dyrektorem fabryki „Elektrik”. Od września 1928 do kwietnia 1931 sekretarz fabrycznego komitetu WKP(b) w Leningradzie, od kwietnia do grudnia 1931 przewodniczący Obwodowego Komitetu Związku Zawodowego Maszynistów w Leningradzie, od grudnia 1931 do czerwca 1937 sekretarz Komitetu Rejonowego WKP(b) w Leningradzie. Od 10 lutego 1934 do 12 listopada 1938 członek Centralnej Komisji Rewizyjnej WKP(b). Od 20 lipca do 16 października 1937 p.o. przewodniczącego Komitetu Wykonawczego Rady Obwodowej w Swierdłowsku, od 26 października do 10 listopada 1937 p.o. II sekretarza, a od 10 listopada 1937 do 1 lipca 1938 p.o. I sekretarza Komitetu Obwodowego WKP(b) w Nowosybirsku. Od 9 lipca do 3 listopada 1938 I sekretarz Komitetu Obwodowego WKP(b) w Nowosybirsku. Deputowany do Rady Najwyższej ZSRR 1 kadencji. 7 czerwca 1931 odznaczony Orderem Lenina. 12 listopada 1938 aresztowany, następnie skazany na śmierć przez Wojskowe Kolegium Sądu Najwyższego ZSRR i rozstrzelany. 11 kwietnia 1956 pośmiertnie zrehabilitowany.